# Lanžhot
Lanžhot är en stad i Tjeckien.   Den ligger i distriktet Okres Břeclav och regionen Södra Mähren, i den sydöstra delen av landet, 240 km sydost om huvudstaden Prag. Lanžhot ligger 168 meter över havet och antalet invånare är 3 713.
Terrängen runt Lanžhot är platt. Runt Lanžhot är det ganska tätbefolkat, med 70 invånare per kvadratkilometer. Närmaste större samhälle är Břeclav, 7,3 km nordväst om Lanžhot. Trakten runt Lanžhot består till största delen av jordbruksmark.